# Álano Barcelos
Álano Barcelos (Campos dos Goytacazes, 13 de setembro de 1931 – Campos dos Goytacazes, 16 de outubro de 2008) foi um advogado, escritor e político brasileiro.
Eleito em 1978 suplente de senador pelo Rio de Janeiro pelo MDB, chegou a exercer o mandato mediante convocação em 1982. 
Vice-presidente da Academia Campista de Letras, faleceu vítima de falência múltipla de órgãos.